# 石井由香里
石井由香里（日语：石井 ゆかり，8月6日—），日本女性配音員。出身於神奈川縣。B型血。

## 人物簡介
- 隸屬於ARTSVISION。映像Techno學園、日本播音演技研究所出身[1]。
- 暱稱[2]。
- 興趣和特長有聲樂（從流行樂到歌劇樂）、餜子製作、古典芭蕾、騎馬[1]。

## 演出作品
※粗體字表示說明飾演的主要角色。

### 電視動畫
2011年
- 迷糊軟網社（女孩子A）

2012年
- IXION SAGA Dimension Transfer（業務員B）
- 哆啦A夢 (水田山葵版)（女孩子）

2013年
- 斷裁分離的罪惡之剪（女性顧客）
- 哆啦A夢 (水田山葵版)（男子B、狗）

2014年
- 名偵探柯南（綾瀨由紀）

2015年
- 赤髮白雪姬（母親）
- 俺物語!!（護理人員）

2016年
- 牙狼〈GARO〉-紅蓮之月-（母親）
- 不愉快的妖怪庵（保健老師）

2017年
- 半獸人的煩惱（體育老師）

### 遊戲
2014年
- Enkeltbillet（戶河咲[3]）
- ★（繪本巴[4]）

2015年
- 百花繚亂Elixir ～Record Of Torenia Revival～（日语：百花繚乱エリクシル）（[5]）

2016年
- 被薔薇掩蓋的真實（日语：薔薇に隠されしヴェリテ）（艾爾薩）

### 外語配音
※作品依英文名稱及英文原名排序。

#### 電影
- 刺客的子彈
- 特殊身份（方靜〈景甜 飾演〉）
- 他們發現了地獄 (2015年電影)（Lucia）

#### 電視影集
- 屍骨未寒 (第7季)
- 超市特工 (第4季)（Amy／Josie）
- 犯罪心理
  - 犯罪心理 (第4季)
  - 犯罪心理 (第7季)（Mackenzie Lewis）
- 犯罪心理：嫌犯動機
- 雪山鎮 (第4季}
- 「法」妻
  - 「法」妻
  - 「法」妻 (第2季)（Marissa Gold〈Sarah Steele 飾演〉）
- 花邊教主 (第4季)（Raina Thorpe〈Tika Sumpter 飾演〉）
- 重返犯罪現場：洛杉磯 (第2季)
- Pasta（Park Chan-hee）
- 超人前傳 (第6季)

#### 動畫
- 小醫師大玩偶（Gabby）
- 忍者好小子（Heidi、Driscoll）

### 旁白
- 美國修復大師（英语：American Restoration） Before&After S1、S2、S3（凱利）
- 改變世界的101種發名 ～速食篇～
- SHOCK WAVE ～歴史的衝擊映像～
- LIFE AFTER PEOPLE -人類滅亡-

### 廣播劇CD
- 同人廣播劇CD
  - 美德傳奇2012WINTER

### 網路動畫
- Amateur Gamer Retro（Niconico生放送節目助理MC）

### 朗讀劇
- team.roughstyle Produce
  - 畏流揄 I-RYU-ZU

### 舞台
- 劇團大富豪

## 來源
1. 1 2 3 4  . ARTSVISION.   [2016-06-22]. （原始内容存档于2016-08-03） （日语）.
2. 1 2 3 4  . 石井由香里的官方個人部落格.   [2016-06-22]. （原始内容存档于2019-05-07） （日语）.
3. ↑  . enterbrain. 2014-05-20 （日语）.
4. ↑  . Social Game Info.   [2016-06-22]. （原始内容存档于2016-09-15） （日语）.
5. ↑  . 百花繚亂Elixir公式官網.   [2016-06-22]. （原始内容存档于2014-12-04） （日语）.

## 外部連結
- ARTSVISION公式官網的聲優簡介 （页面存档备份，存于） （日語）
- （日語）－石井由香里的官方個人部落格。
- 石井由香里的X（前Twitter） （日語）